# Louis Sclavis
Louis Sclavis est un clarinettiste, saxophoniste et compositeur de jazz français né le 2 février 1953 dans le 4e arrondissement de Lyon.

## Biographie
Louis Sclavis est issu d'une famille modeste, sa mère est couturière et son père est photographe. Il est très tôt attiré par les instruments de musique et en possède plusieurs, trompette, violon, tambour, guitare, tous en plastique.
Il commence le solfège à sept ans, puis commence l'étude de la clarinette à l'âge de neuf ans avec un professeur amateur. Au bout de deux ans, il joue dans l'harmonie de Montchat. Pendant cette période, il est exposé à divers styles de musique, du bal musette, de la chanson française aux symphonies de Beethoven, des compositions de  Jean-Christian Michel, aux airs d'opérettes, ou à Sidney Bechet et assimile le tout en vrac.
Il suit ensuite une formation plus classique en solfège et clarinette dans une annexe du conservatoire de Lyon, où il travaille essentiellement la technique et progresse rapidement. Il commence à jouer dans un petit groupe de New Orleans avec des amis et joue pendant la messe, avec le curé, à l'orgue[réf. nécessaire].
Entre 18 et 22 ans, il alterne différents emplois temporaires et ses premiers engagements professionnels, notamment comme compositeur et musicien pour des troupes de théâtre lyonnaises. C'est à cette époque qu'il se met à la clarinette basse.

## Carrière musicale

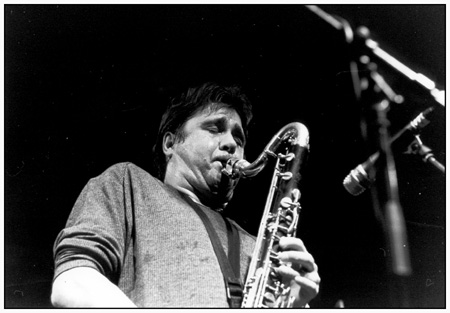
Louis Sclavis lors d'un concert de soutien aux sans-papiers grévistes de la faim, à Villeurbanne, le 24 mars 2001.

Il se produit et enregistre dès 1975 avec le Free Jazz Workshop, qui deviendra ensuite le Workshop de Lyon, puis joue dans diverses formations de l'ARFI (Association à la Recherche d'un Folklore Imaginaire, fondée en 1977 à Lyon), notamment au Hot Club de Lyon.
Il est, en outre, le saxophoniste de Steve Waring.
Il rencontre  Michel Portal, qui l'associe à différents projets (ses Units, un quatuor de clarinettes), puis Bernard Lubat, dont il rejoint la Compagnie. Il joue ensuite avec le Brotherhood of Breath de Chris McGregor et intègre en 1981 le quintet d'Henri Texier (avec Bernard Lubat, Philippe Deschepper et Eric Le Lann).
Il enregistre ensuite sous son nom et se produit dans les principaux festivals français et étrangers.
En 1985, il forme un trio avec François Raulin et Christian Ville, qui deviendra un quartet avec l'arrivée de Bruno Chevillon, puis plus tard un quintet avec Dominique Pifarely. C'est en 1986 qu'il quitte le Workshop de Lyon et l'ARFI.
Le prix Django Reinhardt du « meilleur musicien de jazz français » lui est attribué en 1988.
En 1989, il obtient avec son quartet le premier prix de la Biennal de Barcelona décerné au meilleur créateur européen puis reçoit au Midem le British Jazz Award 1990-1991 du meilleur artiste étranger.
Il est récompensé par un Djangodor en 1993 dans la catégorie « meilleur disque de jazz français de l'année ».
Il a par ailleurs donné des concerts en soutien aux sans-papiers.

## Discographie
- 1979 : La Marmite Infernale
- 1980 : Traces d'ARFI (ARFI Move)
- 1981 : Ad Augusta per Angustia (Nato)
- 1985 : Clarinettes (Ida Records)
- 1985 : Rencontres (Nato)
- 1986 : Workshop de Lyon : Anniversaire (Arfi, 1986)
- 1986 : La 9e d'Uzeste (Uz)
- 1987 : Chine (Ida Records)
- 1988 : Transition (FMP) avec Heinz Becker (tp) et John Lindberg (b)
- 1989 : Le Partage des eaux (Silex) avec André Ricros
- 1989 : Chamber Music (Ida Records)
- 1990 : Duets, Dithyrambisch (FMP) avec Wolfgang Fuchs (s, cl), Hans Koch (s, cl), Evan Parker (s)
- 1981 : Ellington on the Air (Ida Records)
- 1991 : Rouge (ECM)
- 1994 : Acoustic Quartet (ECM) avec Dominique Pifarély (v)
- 1995 : Carnet de routes avec Aldo Romano et Henri Texier[3],[note 1] (Label Bleu)
- 1996 : Et on ne parle pas du temps (FMP) avec Ernst Reijseger (cel)
- 1996 : Ceux qui veillent la nuit (Label Bleu)
- 1996 : Les Violences de Rameau (ECM)
- 1997 : Danses et autres scènes (Label Bleu)
- 1998 : Le Phare (Enja Records) avec Bernard Struber
- 1999 : Suite africaine avec Aldo Romano et Henri Texier (Label Bleu)
- 2001 : Le Concerto improvisé (Enja Records) avec Fabien Tehericsen (tp) et le WRO Orchestra
- 2001 : L'Affrontement des prétendants (ECM)
- 2001 : I Dream of you Jumping (Les Disques Victo) avec Fred Frith et Jean-Pierre Drouet
- 2002 : Dans la nuit (ECM)
- 2003 : Napoli's Walls (ECM)
- 2003 : À L'improviste (Signature) avec Jean-Pierre Drouet (perc) et Françoise Kubler (voc)
- 2005 : African Flashback avec Aldo Romano et Henri Texier (Label Bleu)
- 2005 : Roman (FMP) avec Jean-Marc Montera (g)
- 2006 : L'Engrenage (Alpha Productions) avec le Quatuor Habanera
- 2007 : L'Imparfait des langues (ECM)
- 2007 : La Moitié du monde, music for Cinema and Theatre (JMS)
- 2009 : Lost on the Way (ECM)
- 2009 : Yokohama (Intakt Records) avec Aki Takase (p)
- 2010 : Eldorado Trio (Clean Feed) avec Craig Taborn (p) et Tom Rainey (d)
- 2011 : Contretemps etc. (In Situ) avec Jean-Pierre Drouet et Fred Frith
- 2012 : Sources (ECM)
- 2014 : Silk and Salt Melodies (ECM)
- 2016 : Inspiration baroque (NoMadMusic) avec l'ensemble Amarillis[4]
- 2016 : Ida Lupino (ECM) avec Giovanni Guidi, Gianluca Petrella et Gerald Cleaver
- 2017 : Asian Fields Variations (ECM) avec Dominique Pifarély (v) et Vincent Courtois (cel)
- 2017 : Loin dans les terres (Live at Theater Gütersloh) (Intuition Records) avec Sylvain Rifflet (s), Sarah Murcia (b), Christophe Lavergne (d)
- 2017 : Frontières (JMS) avec Vincent Peirani (acc), Vincent Courtois (acc), Dominique Pifarély (v), Bruno Chevillon (b), Christophe Lavergne (d), Gilles Coronado et Maxime Delpierre (eg), Keyvan Chemirani (perc), Benjamin Moussay (p)
- 2018 : Impuls (Cristal Records) avec Bernard Lubat
- 2019 : Characters On A Wall (ECM)
- 2022 : Les Cadences Du Monde (JMS-Cream)
- 2023 : Langues Et Lueurs ((Yolk Records) avec Jean-Paul Delore & Sebastien Boisseau
- 2023 : Unfolding ((ECM Records) Duo avec Benjamin Moussay
- 2025 : India ((Yolk Records)[5] avec Sarah Murcia, Benjamin Moussay, Olivier Laisney, Christophe Lavergne

## Filmographie
- 1991 : Alisée d'André Blanchard
- 1995 : Mirek n'est pas parti de Bojena Horackova
- 1999 : Ça commence aujourd'hui de Bertrand Tavernier (Sony Music France)
- 1999 : Kadosh d'Amos Gitaï
- 2002 : Un moment de bonheur d'Antoine Santana
- 2002 : Dans la nuit de Charles Vanel (restauration du film de 1929) (ECM)
- 2002 : Vivre me tue de Jean-Pierre Sinapi
- 2007 : Après lui de Gaël Morel
- 2009 : Plus tard tu comprendras d'Amos Gitaï
- 2009 : Portraits-autoportraits, de Gilles Porte, 80 épisodes diffusés notamment par Arte[6]
- 2011 : Roses à crédit d'Amos Gitaï (TV)
- 2017 : La Consolation de Magaly Richard-Serrano (TV)
- 2019: Nicolas Philibert, hasard et nécessité de Jean-Louis Comolli
- 2022: The Sixth Child de Léopold Legrand
- 2024: Shikun de Amos Gitaï

## Distinction
- Festival du film francophone d'Angoulême 2022 : Valois de la musique de film pour Le sixième enfant[7].